# کینتانا د لا سرنا
کینتانا د لا سرنا (به اسپانیایی: Quintana de la Serena) یک شهرستان در اسپانیا است که در استان باداخس واقع شده‌است.